# Francouzská nová vlna

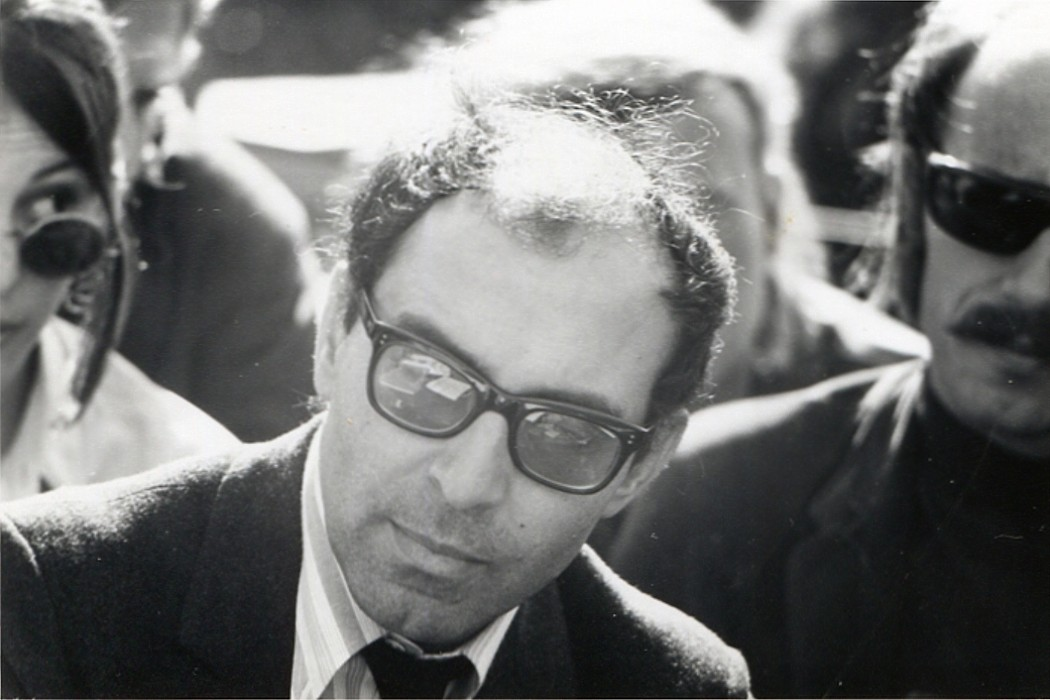
Prominentní novovlnný tvůrce Jean-Luc Godard v roce 1968

Francouzská nová vlna (francouzsky La Nouvelle Vague) byl termín, kterým kritici označovali skupinu formálně progresivních francouzských filmových režisérů, tvořících v pozdních 50. a v 60. letech minulého století. Byli ovlivněni italským neorealismem, klasickým hollywoodským filmem, stejně jako francouzským poetickým realismem. Přestože nikdy nebyli formálně organizovaným hnutím, měli společnou tendenci jejich tvorby, totiž odmítání tradičních filmových forem. Mnozí z nich svým dílem přispívali k sociálním a politickým změnám doby, jejich radikální experimenty se střihem, vizuálním stylem nebo narativem byly tedy součástí všeobecné změny konzervativního paradigmatu ve společnosti, nejen v oblasti kinematografie.
Prominentní členové skupiny, mezi něž patřili François Truffaut, Jean-Luc Godard, Éric Rohmer, Claude Chabrol a Jacques Rivette, začínali jako kritici pro filmový časopis Cahiers du cinéma. Spoluzakladatel Cahiers du cinema a filmový teoretik André Bazin, společně se zakladatelem a kurátorem Cinémathèque française Henri Langloisem, byli otcovskými figurami a hlavním zdrojem inspirace pro celé hnutí Nové vlny.

## Původ hnutí
Socioekonomická situace krátce po druhé světové válce silně ovlivnila hnutí. Politicky a finančně vyčerpaná Francie tíhla k tomu, ustoupit od staré předválečné populární tradice. Jedna takováto tradice byla striktně narativní film. Hnutí tedy mělo svůj základ v rebelii proti tradičnímu filmovému syžetu a stylu, kritizovalo konkrétně to, že tyto filmy byly zcela podřízeny dějové linii. Mladí kritici byli obzvláště proti tzv. „filmu kvality“, seriózních filmových děl, často literárních adaptací, jež se úspěšně promítaly na francouzských filmových festivalech a těšily se přízni oficiální filmové kritiky. Naproti tomu kritici a následní režiséři Nové vlny obdivovali práci západních filmařů. Charles Chaplin, Alfred Hitchcock, Orson Welles, Howard Hawks, John Ford a mnozí další výjimeční režiséři byli oslavováni, zatímco ostatní studioví režiséři, řemeslní rutinéři, kteří natáčeli „neinvenční“ standardní hollywoodské filmy, které byly svázány tradičním narativem, byli naopak silně kritizováni, protože ve svém díle postrádali autorský podpis.
V roce 1948 uveřejnil filmový kritik Alexandre Astruc manifest, který předznamenával některé myšlenky, které později rozšířil Francois Truffaut a další kritici z Cahiers du cinéma. V tomto manifestu Astruc použil termín „kamera-pero“ pro označení myšlenky, že by režisér měl používat kameru, jako spisovatel používá pero a neměl by být svázán konvencemi tradičního vyprávění. Tento manifest tedy předznamenal auteurskou teorii, kterou ve filmové kritice rozšířili budoucí představitelé Francouzské nové vlny. Auteurská teorie tvrdila, že někteří režiséři jsou „auteuři“, tedy absolutní autoři, v jejichž filmech lze vystopovat specifický autorský podpis. Mladí kritici uctívali filmy Jeana Renoira a Jeana Viga a považovali některé prominentní hollywoodské studiové režiséry, jako například Orsona Wellese, Johna Forda, Alfreda Hitchcocka, nebo Nicholase Raye za americké auteury, zatímco tehdejší oficiální kritika je považovala za pouhé zručné řemeslné tvůrce. Začátek Nové vlny byl tedy do značné míry jakési praktické cvičení, pomocí něhož se Cahierští kritici snažili uplatnit tuto filmovou teorii v praxi tím, že sami začali natáčet velmi osobité a „autorské“ filmy.
Nebereme-li v potaz roli, jakou sehrály filmy Jeana Rouche v počátcích hnutí, bývá Chabrolův film Krásný Serge (1958) tradičně označován jako první novovlnný snímek. Truffautův první dlouhometrážní film Nikdo mne nemá rád (1959) a stejně tak Godardův debut U konce s dechem (1959) měli neočekávaný kritický i finanční úspěch, což umožnilo následné prosazení hnutí ve francouzské kinematografii. Nejvíce populární byly filmy Nové vlny v začátcích hnutí, zhruba mezi roky 1958 a 1964, novovlnné snímky však vznikaly až do počátku 70. let.

## Filmové techniky

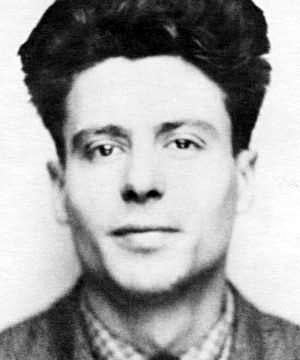
Jean Vigo, legendární postava poetického realismu, který ovlivnil tvůrce Francouzské nové vlny

Novovlnné filmy využívaly nebývalých stylistických metod vyjádření, jako například dlouhotrvajících jízd kamery (například slavná sekvence dopravní zácpy ve filmu Week End (1967) Jeana-Luca Godarda). Z formálního hlediska tyto filmy často obsahovaly existenciální témata, jako individuální úzkost a absurditu lidské existence.
Mnoho filmů Nové vlny vznikalo na základě velmi malého rozpočtu, často se natáčelo v bytech a na dvorkách domů, přičemž režisérovi přátelé často vypomáhali při natáčení jako štáb i jako herci. Filmaři byli také nuceni improvizovat s technikou (například se používaly nákupní vozíky pro kamerové jízdy). Náklady na film byly tedy hlavní starostí mladých filmařů, ovšem urputná snaha ušetřit mnohdy vedla ke stylistickým inovacím. Tuto všeobecnou tendenci můžeme například pozorovat u Godardova filmu U konce s dechem (1959), kdy potom, co bylo Godardovi oznámeno, že je film příliš dlouhý a musí se zkrátit na hodinu a půl, tak se rozhodl (na návrh Jeana-Pierra Melvilla) výrazně zkrátit několik scén filmu, čímž vytvořil slavné příklady tzv. „poskočného střihu“. Praktické rozhodnutí tedy dalo vzniknout zajímavému stylistickému prostředku.
Filmová forma a styl Francouzské nové vlny vnesly opětovnou novost a svěžest do podoby kinematografie. Kamera nebyla dále užívána k pohlcení diváků do narativních a iluzorních obrazů, ale spíše vybízela k hravému uvědomění si základních technik filmu, jako jsou identifikace či očekávání. Filmové techniky Nové vlny byly užívány k šokování diváků a jejich užaslému uvědomování si filmových konvencí do té míry, že Jean-Luc Godard byl obviňován z pohrdání svým divákem. Jeho stylistický přístup může být viděn jako úporný boj proti tehdejšímu mainstreamovému filmu, případně jako zuřivý útok na předpokládanou diváckou naivitu. Tak jako tak, některé tyto provokativní tendence Nové vlny přetrvaly ve filmu dodnes. Efekty, které se dnes mohou zdát otřepané a banální, jako například, když postava ve filmu „vypadne z role“, aby se s nějakou poznámkou obrátila přímo na diváka, byly ve své době značně odvážné a inovativní.

## Levý břeh
Jako Levý břeh se označuje skupina filmařů silně asociovaných s Francouzskou novou vlnou. Odpovídající „pravý břeh“ sestává z více známých a finančně úspěšnějších filmařů Nové vlny. Na rozdíl od Cahierských filmařů byli tito režiséři starší a zároveň o něco menší filmoví nadšenci. Film spatřovali po boku ostatních umění, jako například literatury. Nicméně jejich podobnost s Novou vlnou je ta, že jejich dílo se taktéž vyznačuje filmovým modernismem. Stejně jako tomu bylo u novovlnných tvůrců, začali tvořit v 50. letech a jejich publikum sestávalo převážně z mladých lidí. Tyto dvě skupiny nicméně nebyly v opozici, kritici Cahiers du cinéma ve svých článcích podporovali tvůrce Levého břehu.
Režiséři Levého břehu byli například Chris Marker, Jacques Demy, Alain Resnais, nebo Agnès Varda. Americký filmový kritik Richard Roud, který poprvé použil výraz „Levý břeh“ pro označení těchto tvůrců, popsal jejich charakteristiku takto: „záliba v bohémském způsobu života a nesmiřitelnost s konformitou měšťáckého „pravého břehu“, nadšení pro literaturu a jiná umění, společně se zájmem o experimentální film“, stejně tak se tito tvůrci myšlenkově identifikovali s politickou levicí.